# 叶雪安
叶雪安（1905年—1966年），字安素，男，江苏金山（今属上海）人，中国大地测量学家，曾任武汉测量制图学院教授，第四届全国政协委员。